# Felicissimus
Felicissimus (zm. 270/271 lub 274) – rzymski ekwita, urzędnik i kierownik skarbu państwowego, przywódca buntu za panowania cesarza Aureliana.
Był wysokiej rangi urzędnikiem cesarskim (rationalis), sprawującym nadzór nad państwowym skarbem oraz cesarskimi mennicami w Rzymie. W 271 podczas najazdu Germanów (lub w 274) zainicjował bunt niewolników i pracowników rzymskiej mennicy. Większość historyków datuje bunt na 270, koniec 270, przełom 270/271 lub wiosnę 271. Jedynie Eugène Cizek proponuje datę 274 w oparciu o relację Aureliusza Wiktora, który opisuje bunt mincerzy po wzmiance o tryumfie Aureliana w Rzymie i przeprowadzonej pod koniec rządów cesarza reformie monetarnej, która miała być przyczyną buntu. Rozumowanie to obala swoją argumentacją Robert Suski i opowiada się za wiosną 271, gdy w Rzymie miały miejsce rozruchy i krwawe represje.
Felicissimus poległ w walce, w której zginęło według relacji w Historia Augusta 7000 żołnierzy spośród wioślarzy, wojsk nadbrzeżnych i obozowych (lembarii, ripanensies, castriani) oraz Daków. Do decydującej bitwy doszło w Rzymie na wzgórzu Celius, a liczba poległych w starciach uważana jest przez historyków za zawyżoną, sugeruje się więc udział w rebelii części rzymskiego plebsu lub wiąże z represjami wobec senatorów, którzy spiskowali przeciw Aurelianowi po jego klęsce w bitwie pod Placentią.
Przyczyną buntu mincerzy była obawa przed karą ze strony cesarza za fałszowanie monet, które prawo rzymskie karało zesłaniem na wyspy, do kopalń lub ukrzyżowaniem. Słabsza kontrola cesarska nad mennicami w czasie walk z barbarzyńcami na granicach imperium mogła skłonić do fałszowania monet brązowych i srebrnych na wielką skalę. Być może bunt spowodowało stracenie Felicissimusa po wykryciu malwersacji. Po stłumieniu buntu mennica w Rzymie do 272 pozostawała zamknięta, co poważnie obniżyło prestiż miasta.